# Паунд, Роско
Натан Роско Паунд (англ. Nathan Roscoe Pound; 27 октября 1870, Линкольн, Небраска, США — 1 июля 1964, Кембридж, Массачусетс, США) — американский юрист, педагог, социолог права. Учился в Университете шт. Небраска (1888—1889), Гарвардской школе права (1889—1890). Занимался юридической практикой в штате Небраска (1890—1907). Преподавал право в Университете шт. Небраска, в Северо-Западном университете, Университете Чикаго (1899—1910), Гарвардской школе права (1916—1947), где был деканом юридического факультета (1916—1936).
Основное положение научного наследия Паунда изложены в капитальном произведении «Юриспруденция» (т. 1—5, 1959). В нём учёный рассмотрел все важнейшие теоретические проблемы права: его происхождение, сущность («природу»), цели, источники и формы развития права, применения и использования его системы. Паунд — автор почти 250 научных трудов, среди которых выделяются «Дух общего права» (1921), «Уголовная юстиция в Америке» (1930), «Организация судов» (1940), «Задача права» (1944), «Новые пути права» (1950), «Юристы от античности до современности» (1951).
До того, как посвятить себя юридической науке, Паунд внёс важный вклад в осмысление феномена симбиоза.

## Научная деятельность

### «Прагматизм»
Паунд оказал значительное влияние на развитие социологической юриспруденции. Мировоззренческой основой учения Паунда послужили идеи прагматизма — ведущего направления в философии США начала XX века. В основе прагматизма лежит суждение о том, что любые теоретические построения нужно оценивать с точки зрения их практического значения или пользы. Следуя этому принципу, Паунд призывал юристов не ограничиваться изучением «права в книгах» и обратиться к анализу «права в действии». Юридическая наука, считал он, призвана показать, как право реально функционирует и влияет на поведение людей. Противостояние «права в книгах» и «права в действии» со временем стало лозунгом всей прагматистской юриспруденции в США. Социологическая направленность концепции Паунда наиболее ярко проявилась в трактовке права как формы социального контроля. Согласно взглядам учёного, право является одним из способов контроля за поведением людей наряду с религией, моралью, обычаями, домашним воспитанием и др.. Такой подход ориентировал юридическую науку на изучение права в контексте социальных отношений, требовал учитывать взаимодействие правовых норм с иными регуляторами общественной жизни. Паунд подчёркивал, что юристу необходимо знать смежные научные дисциплины и уметь применять их методы при исследовании права.
Причину возникновения и существования права Паунд видел в многообразии человеческих интересов, среди которых есть общие для всех (он называл их общечеловеческими ценностями) и различные индивидуальные и групповые интересы, противоречащие друг другу и интересам общим (в том числе стремлению к государственной организации, личных материальных благ и тому подобное). Право, а также правотворчество имеет, по Паунду, целью обеспечить юридическую защиту, компромисс и гармонию человеческих интересов. Деятельность такого рода учёный называл «социальной империей», а именно право — «орудием социального контроля». Человеческие интересы он определил как надклассовые, что обусловило и его толкование права как надклассового явления.

### Трехзвенное понимание права
Паунд выступал против «аналитической» (нормативистской) школы права и предложил вместо рассмотрения права как системы норм его «трехзвенное» толкование:
- право является режимом упорядоченных людьми отношений путём применения силы политически организованного общества;
- право — это вся совокупность правовых предписаний и нормативных материалов, которые Паунд разделяет и классифицирует по степени их абстрактности;
- право является процессом осуществления правосудия, включая деятельность суда и административных органов.

Ссылаясь на мнения известных юристов того времени — англичанина сэра Фредерика Поллока и австралийского судьи Джеймса Ричмонда, — Паунд соглашается с ними в том, что современные общества заинтересованы в установлении и поддержании наиболее высокого научного стандарта в отправлении правосудия. Паунд указывает на тройственность этой научной роли:
- требование полного правосудия, которая необходима для решения вопросов, ведущих к источнику споров;
- требование равного правосудия, которая является сходным урегулированием схожих отношений при схожих условиях;
- требование точного правосудия, действия которого могут быть в разумных пределах предусмотрены ещё до начала судебного процесса.

Другими словами, целями научного права является его рациональность, единообразие применения и точность.
Исходя из «трёхзвенного» (не во всём чёткого) понимания права, Паунд подошёл к противопоставлению права, выраженного в законе, которое он называет «книжным правом», более реальном и значимом, по его мнению, «праву в действии», что создало в доктрине Паунда оправдание возможностей отклонения от закона, то есть нарушение законности.

### «Механическая юриспруденция»
Для развития юридической логики в США начала XX века принципиально важную роль сыграла статья Роско Паунда «Механическая юриспруденция», которую включают во все американские антологии. Несмотря на её общий критический пафос, с неё начался новый этап настойчивых попыток выяснения роли логики в методологии юриспруденции. Если к тому времени теоретики права ориентировались главным образом на внутренние ресурсы правовой мысли и по крайней мере обходились без ссылок на философские источники, причём даже на те, что были такими идейно близкими, как учение основоположника прагматизма Чарлза Пирса, то, начиная с Паунда, ссылки на последователей Пирса — Уильяма Джеймса и Джона Дьюи — стали обычными, а в меру преобразования прагматизма в доминирующее направление американской философской мысли — даже почти обязательными в юридических публикациях подобного рода. Сам же Паунд не очень доверял логичным дедукциям и основанной на них сугубо рациональной юриспруденции.
Хотя и есть сторонники точки зрения, что механическая юриспруденция является синонимом научной юриспруденции, по мнению Паунда, это вообще не наука. В философии прагматизма, а не в пронизанных панлогизмом философиях права на образец гегелевской Паунд видит залог продуктивного развития права. Действительно, Гегель и его ортодоксальные или критические последователи, включая Маркса и всех марксистов, настаивали на том, что их концепции являются особой формой «содержательной» логики, по которой с «железной необходимостью» следуют рецепты преобразования мира.
Паунд отмечал, что чрезмерная научность права вредит ему по меньшей мере в двух отношениях — в обеспечении его влияния на общество в целом и влиянии на самих юристов. Право не должно становиться слишком научным для того, чтобы обычные граждане могли оценить его действие, поскольку оно имеет практическую функцию регулирования повседневных отношений рядовых людей в соответствии с принятыми в обществе идеями честной игры.
Стремление к максимальному совершенству научной системы нередко приводит к тому, что начинает исключаться возможность индивидуальной инициативы, независимого рассмотрения новых проблем и пересмотра решений старых проблем. Одним из препятствий прогресса в каждой науке есть господство призраков выдающихся мастеров прошлого. Их удачные методы забываются, а их неудачные выводы воспринимаются чуть ли не как священное писание (gospel). Так происходит во всех отраслях познания, и юридическая наука не исключение из этой тенденции. «Правовые системы имеют периоды, в которых наука вырождается, в которые система чрезмерно уходит в техническую сторону дела, в котором научная юриспруденция становится механической юриспруденцией».
Паунд приводит яркий пример из истории римского права эпохи упадка Империи. В «Законе о цитате» Валентиниана была сделана выборка из авторов величайших юрисконсультов прошлого и разрешено цитировать только их. Этим же законом провозглашалась равенство избранных авторитетов (за исключением Папиниана). Это заставляло судью при рассмотрении вопросов до чисто механического вычисления меры авторитета. Так классическая юриспруденция принципов превратилась в юриспруденцию механически применяемых норм.
Одну из причин притяжения научного права к механичности Паунд видел в «захвате среднего человека изобретательностью любого сорта, в её любви к техничности, как к проявлению разума, в её ощущении, что право как развитый институт просто обязано иметь определённый балласт таинственной техничности». Паунд отмечает, что каждому практику приходилось встречаться с настоящей одержимостью неюристов, убеждённых в недействительности подписи графитовым карандашом. Каждому преподавателю права приходилось преодолевать ошибки студентов, уведомление, пусть и обоснованное, может игнорироваться, если оно не сделано «официально». «Педантизм непрофессионалов по поводу норм далеко выходит за пределы того, на что способны юристы».
По мнению Паунда, особенно страдает от механической юриспруденции процессуальная практика (legal procedure), которая сильно тогда отстала от всего остального англоговорящего мира. Концепция случая, разработанная на основе общего права, часто идёт вразрез с намерением законодателя и делает практику даже более важной, чем в общем праве. Но многие юристы в своих дедукциях из этой теории потеряли саму цель процесса и сделали научную процедуру самоцелью. Вследствие этого они сделали процессуальное (abjective) право средством, что ослабляет материальное (substantive).